# Grønland
Grønland es un barrio del este de Oslo, la capital de Noruega. 

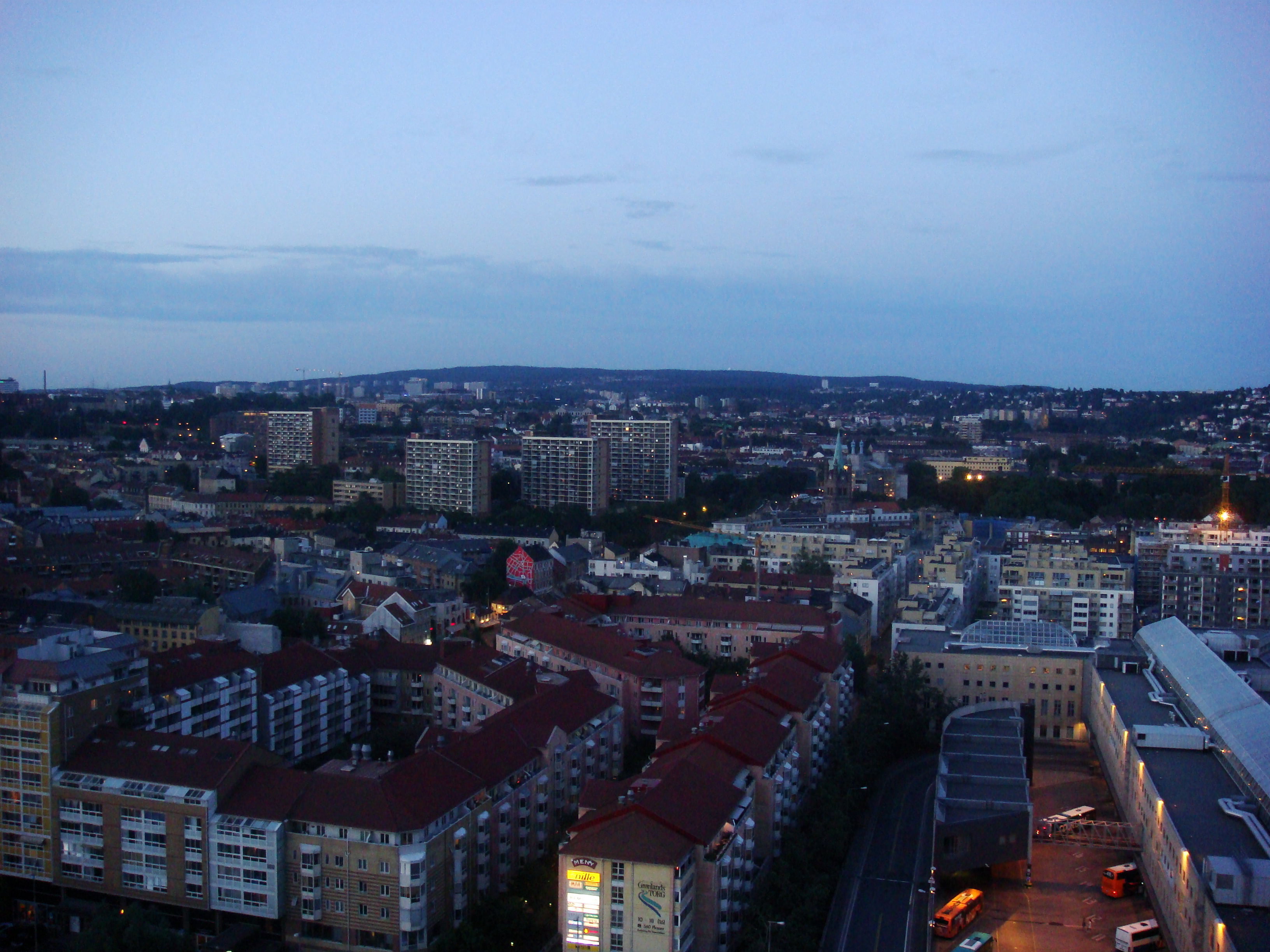
Midnight Oslo.

## Ubicación
El barrio de Grønland (nombre en noruego de Groenlandia y que significa 'tierra verde') se localiza en la parte antigua de la ciudad, llamada Gamle Oslo.

## Población
Al igual que varios barrios de esta ciudad, como Holmlia, Grønland distingue por ser el barrio cuya población es mayormente inmigrante, en particular de personas de Pakistán, India, Irak y Somalia. Allí se encuentra la Mezquita de Oslo, la más grande de Noruega. Las calles del barrio de Grønland están llenas de tiendas y restaurantes de inmigrantes, manejados por familias, lo que los hace más accesibles en cuestión de precios que las tiendas y restaurantes noruegos.

## Problemas sociales
El mayor problema en el barrio de Grønland es la integración social de los inmigrantes al tipo de vida noruego. Es más común escuchar en las calles de Grønland el árabe, el urdu o el hindi que el noruego. Para las autoridades noruegas esto se interpreta como una falta de integración. Muchos de los habitantes de este barrio practican la fe musulmana y sus valores éticos y su vida práctica suele confrontarse con aquellos de los noruegos. Entre muchas otras cosas, la cuestión del feminismo es vista de manera muy distinta.